# Oak Forest
Oak Forest is een plaats (city) in de Amerikaanse staat Illinois, en valt bestuurlijk gezien onder Cook County.

## Demografie
Bij de volkstelling in 2000 werd het aantal inwoners vastgesteld op 28.051. In 2006 is het aantal inwoners door het United States Census Bureau geschat op 27.970, een daling van 81 (-0,3%).

## Geografie
Volgens het United States Census Bureau beslaat de plaats een oppervlakte van 14,7 km², waarvan 14,6 km² land en 0,1 km² water.

## Plaatsen in de nabije omgeving
De onderstaande figuur toont nabijgelegen plaatsen in een straal van 8 km rond Oak Forest.